# Justine Dupont
 (octobre 2021).
La mise en forme du texte ne suit pas les recommandations de Wikipédia : il faut le « wikifier ».
Les points d'amélioration suivants sont les cas les plus fréquents. Le détail des points à revoir est peut-être précisé sur la page de discussion.
- Les titres sont pré-formatés par le logiciel. Ils ne sont ni en capitales, ni en gras.
- Le texte ne doit pas être écrit en capitales (les noms de famille non plus), ni en gras, ni en italique, ni en « petit »…
- Le gras n'est utilisé que pour surligner le titre de l'article dans l'introduction, une seule fois.
- L'italique est rarement utilisé : mots en langue étrangère, titres d'œuvres, noms de bateaux, etc.
- Les citations ne sont pas en italique mais en corps de texte normal. Elles sont entourées par des guillemets français : « et ».
- Les listes à puces sont à éviter, des paragraphes rédigés étant largement préférés. Les tableaux sont à réserver à la présentation de données structurées (résultats, etc.).
- Les appels de note de bas de page (petits chiffres en exposant, introduits par l'outil «  Source ») sont à placer entre la fin de phrase et le point final[comme ça].
- Les liens internes (vers d'autres articles de Wikipédia) sont à choisir avec parcimonie. Créez des liens vers des articles approfondissant le sujet. Les termes génériques sans rapport avec le sujet sont à éviter, ainsi que les répétitions de liens vers un même terme.
- Les liens externes sont à placer uniquement dans une section « Liens externes », à la fin de l'article. Ces liens sont à choisir avec parcimonie suivant les règles définies. Si un lien sert de source à l'article, son insertion dans le texte est à faire par les notes de bas de page.
- La présentation des références doit suivre les conventions bibliographiques. Il est recommandé d'utiliser les modèles {{Ouvrage}}, {{Chapitre}}, {{Article}}, {{Lien web}} et/ou {{Bibliographie}}. Le mode d'édition visuel peut mettre en forme automatiquement les références.
- Insérer une infobox (cadre d'informations à droite) n'est pas obligatoire pour parachever la mise en page.

Pour une aide détaillée, merci de consulter Aide:Wikification.
Si vous pensez que ces points ont été résolus, vous pouvez retirer ce bandeau et améliorer la mise en forme d'un autre article.
Justine Dupont est une surfeuse française née le 27 août 1991 à Bordeaux.
12 fois Championne du Monde des WSL XXL Awards, 3 fois Championne du Monde de Surf tracté, elle s'est imposée depuis 2019 comme la meilleure surfeuse de grosses vagues au monde.
Elle a surfé à de multiples reprises des vagues considérées comme les plus grosses vagues surfées par une femme dans le monde,.
Championne du monde de stand up paddle et quatre fois vice-championne du monde dans trois disciplines différentes, elle est considérée comme la surfeuse la plus polyvalente au monde.
Justine Dupont est élue à la tête de la commission des athlètes de l'ISA en vue des Jeux olympiques de 2020.
En 2025 elle s'illustre en se plaçant deuxième chez les hommes au Nazare Big Wave Challenge. 

## Carrière
Justine a commencé à surfer à l'âge de 11 ans en famille en Gironde.

### Vice championne du monde à 15 ans
Après plusieurs titres de championne de France en shortboard, Justine finit vice-championne du monde en 2007 à l’âge de 15 ans à Biarritz lors du Roxy Jam.

### Premier titre de championne d'Europe en surf
En 2008 elle remporte son premier titre de championne d’Europe de surf ASP (aujourd’hui WSL).

### 2009
L’année suivante, en 2009, elle finit 3e aux championnats du monde de longboard. Elle en fera de même en 2010[source insuffisante].

### Premier doublé aux championnats de France
Justine réalise en 2010 son premier doublé lors des championnats de France en remportant les titres dans les deux catégories surf et longboard. Elle renouvèlera son exploit en 2015.

### Qualification dans l'élite mondiale du surf féminin
En 2011, pour sa première année sur le circuit professionnel, Justine obtient sa qualification dans l’élite mondiale du surf féminin, le WCT.

### 2012
L’année 2012 débute mal avec une grave blessure au coude la veille du début de la première épreuve du WCT.
Elle rate la première épreuve et n’arrive pas à retrouver son niveau au cours de l’année.
En 2012, Justine remporte le Estoril Pro au Portugal. Elle est à l’époque la première européenne à remporter une épreuve de ce niveau là.
En parallèle du circuit professionnel, Justine se passionne pour le surf de grosses vagues.
Elle s’illustre tout d’abord sur le spot irlandais de Aileens en octobre 2012 avec un gros tube, considéré comme le plus gros tube surfé par une Européenne.

### Record de la plus grosse vague surfée par une femme
En 2013, Justine va surfer pour la première fois le spot de Belharra au large de Saint-Jean-de-Luz au Pays basque. Tractée par un jet ski, elle y surfera la plus grosse vague jamais prise par une femme. Vague estimée à 15 mètres.
La même année elle participe aux championnats du monde WSL de longboard en Chine.
Elle rate la finale de 0,05 point et prend la 3e place.
Sélectionnée en équipe de France de longboard pour les championnats du monde ISA cette fois-ci, elle prend à nouveau la 3e place en individuelle mais finit championne du monde par équipe avec l’équipe de France.

### Championne d'Europe de longboard
En 2014, c’est le titre de championne d’Europe WSL de longboard que Justine remporte.
Elle se rend aussi en Irlande et charge le spot de Mullaghmore.
En suivant, c'est en Californie sur le spot de Maverick que Justine est invitée pour participer à un évènement féminin de surf de grosses vagues.

### 2015
En 2015, Justine signe son 2e doublé aux championnats de France en reportant les catégories surf et longboard, comme en 2010.
C’est aussi l’année où Justine signe un partenariat avec Red Bull.

### Vice championne du monde de surf de grosses vagues
En 2016, Justine remporte 2 étapes du tour de qualifications surf le WQS. Le Central Coast Pro en Australie et le Azores Airlines Pro aux Açores.
C’est dans le surf de grosses vagues qu’elle va  s’illustrer cet hiver là.
Elle est retenue pour participer aux 1er championnats du monde de surf de grosses vagues féminin WSL organisés sur la fameuse vague de Jaws à Hawaii, lors du Pea'hi Challenge. Elle obtient la 2e place derrière la local du spot et devient donc vice-championne du monde de surf de grosses vagues. Justine surfait la vague de Jaws pour la première fois lors de cette compétition.
En suivant, elle remporte la première compétition de grosse vagues féminin en Europe, la Vaca Gigante, en Espagne.

### 2017, Paddle et Nazaré
En février 2017, Justine surfe plusieurs vagues sur le célèbre spot de Nazaré connu pour avoir les plus grosses vagues au monde.
Une de ces vagues est à nouveau considérée comme la plus grosse vague jamais surfée par une femme.
En mai 2017, Justine fait partie de l'équipe de France championne du monde ISA à Biarritz, elle remporte aussi le titre de championne du monde par équipe avec les surfeurs Jérémy Florès, Dimitri Ouvre, Vincent Duvignac et Joan Duru.
Un mois plus tard, elle intègre l'équipe de France de Stand up paddle et finit vice-championne d'Europe de la discipline au Portugal. Elle remporte le titre de championne d'Europe par équipe avec l'équipe de France.
En septembre lors des championnats du Monde ISA de stand up paddle au Danemark, elle devient vice-championne du monde de la discipline et obtient aussi le titre de vice-championne du monde par équipe avec la France.
C'est son troisième titre de vice-championne du monde dans trois disciplines différentes (longboard, stand up paddle et surf de grosses vagues).
Justine est aujourd'hui considérée comme une des surfeuses les plus complètes au monde.
En Novembre 2017, elle est de nouveau invitée aux Pe'Ahi Challenge, 1re étape du Big Wave World Tour pour les femmes. Elle termine 3e après avoir impressionné le monde du surf de grosses vagues par son engagement.
Entre octobre et décembre 2017, Justine a surfé, à la rame et en tow-in plusieurs vagues nommées aux XXL Awards sur le spot de Nazaré.

### 2018, longboard et Nazaré
Justine est élue Présidente de la commission des athlètes de l'International Surfing Association en vue des JO de 2020.
Elle remporte le titre de championne d'Europe de Longboard.
En septembre, elle s'installe à Nazaré au Portugal. En novembre 2018, Justine s'illustre sur toutes les houles à Nazaré.
Le 26 novembre 2018, après avoir surfé une vague qui sera en course pour un record du monde de la plus grosse vague prise à la rame par une femme, elle se blesse lors de la première étape des championnats du monde de surf de grosses vagues, à Hawaii, le Jaws Challenge.

### 2019, année de tous les records
Après quatre mois de rééducation au CERS de Capbreton, elle reprend le surf en avril 2019. Le mois suivant, elle est nommée dans les trois catégories des XXL Awards. Elle en remporte deux, la Women Performance of the Year et la Women Biggest Wave.
En juin 2019, moins de deux mois après sa sortie de rééducation, Justine est sacrée vice-championne du monde de longboard ISA à Biarritz. Elle remporte aussi le titre de championne du monde ISA de longboard par équipe avec la France (composé de Antoine Delpero, Edouard Delpero et Alice Lemoigne). Ils sont aussi vainqueurs de l'Aloha Cup. C'est la 4e fois qu'elle est vice-championne du monde dans trois disciplines différentes (2013 et 2019 longboard, 2016 grosses vagues, 2017 stand up paddle). C'est aussi la 3e fois qu'elle est championne du monde par équipe avec la France (2013 et 2019 longboard, 2017 surf).
Elle lance sa Chaine Youtube en août 2019 où elle publie des vidéos pour partager son quotidien.
Elle reçoit le prix Women Heavy Water remis lors de la cérémonie des Surfer Poll Award organisée par Surfer Magazine.
Le 13 novembre 2019, quasiment un an après sa lourde blessure, Justine surfe à Nazaré une vague considérée comme une des plus grosse vague jamais surfée hommes et femme confondus. Cette vague sera mesurée dans les mois à venir pour voir si on lui attribue un nouveau record du monde.
Le 1er décembre 2019, elle représente la France aux championnats du monde ISA de stand up paddle. Justine devient championne du monde de la discipline, l'équipe de France est aussi sacrée par équipe.

### 2020, nouveaux records
Le 11 février 2020, Justine participe avec son coéquipier Fred David et Clément Nantes comme pilote de sécurité au WSL Nazare Tow Surfing Challenge. Justine et la surfeuse brésilienne Maya Gabeira sont les seules femmes à être en compétition avec les garçons ce jour-là. La performance de Justine lui permet de remporter le Women Best Wave award. Cette vague pourrait aussi être considérée comme une des plus grosse vague jamais surfée. Elle sera aussi mesurée dans les mois à venir pour voir si on lui attribue un nouveau record du monde.
Début septembre 2020, la WSL attribue le Ride of the Year et la Performance of the Year à Justine mais le record de la plus grosse vague surfée par une femme est attribué à la Brésilienne Maya Gabeira (22,4 mètres pour Gabeira et 21 mètres pour Dupont). Une décision que Justine Dupont conteste ouvertement, la surfeuse brésilienne ayant chutée sur sa vague. Justine pointe aussi du doigt de nombreuses erreurs dans le rapport qui a servi à mesurer les vagues,. De nombreux surfeurs, dont les pionniers du surf de grosses vagues comme Garrett McNamara, Andrew Cotton ou Danilo Couto contestent eux aussi cette décision.
Fin octobre 2020, deux mois après la décision de la WSL, toujours à Nazare, tractée en jet-ski par la vedette du surf Garrett McNamara, Justine surf à nouveau une vague immense.

### 2021
Début 2021 à la suite de l'interdiction du surf à Nazare, Justine Dupont se rend en Californie pour surfer la vague de Mavericks. Le 10 janvier 2021, elle surf quelques-unes des plus belles vagues de la journée.
Le 16 janvier une nouvelle houle historique se dirige vers Hawaii. Justine Dupont se rend sur le spot de Jaws à Maui. Tractée par le Français Michel Larronde, elle surf une vague historique.
En mai, l'athlète remporte la Women Performance of the Year aux 1e Mavericks Awards.
En octobre 2021, elle remporte trois prix sur quatre lors des Big Wave Awards : celui du « ride de l'année », celui de « la plus grosse vague prise en tow-in » et celui de la « performance de l'année ».
Le 11 décembre elle participe au WSL Nazare Tow Challenge. Elle remporte la compétition dans la catégorie féminine pour la deuxième année de suite.

### 2022
Le 10 février 2022 Justine participe au WSL Nazare Tow Challenge. Elle se fracture la cheville sur sa première vague et ne peut donc défendre son titre.
Début avril sort le film "À la Folie" réalisé par Red Bull qui retrace la saison hivernale 2021 de Justine sur les vagues de Nazare, Mavericks et Jaws.
Justine a six vagues nommées au WSL XXL awards dans trois catégories différentes. Elle en remporte deux, celui de la "Biggest Wave" à Nazare et celui du "Ride of the Year" à Teahupoo, Tahiti. Elle est deuxième dans la catégorie "Biggest Paddle".
Sa vague de Nazare vainqueur du "Biggest Wave award" est éligible aux mesures pour établir un potentiel nouveau record du Monde. Les démarches peuvent prendre plusieurs mois.

### 2023, mission Cortes Bank
Le 13 janvier 2023 Justine surf la vague de Cortes Bank à 100 miles au large des côtes Californiennes. Elle est la première femme à y surfer et aussi la première Française. Une de ses vagues est considérée comme la plus grosse vague surfée de l'année tous genres confondus.Elle va aussi être mesurée dans les mois à venir pour voir s'il s'agit d'un nouveau record du monde comme le disent des surfeurs tel que Garret McNamara.
Quelques jours après son expédition à Cortes Bank, Justine se rend à Hawaii pour participer à l'Eddie Aikau Big Waves Invitational. Pour la première fois de l'histoire, 6 femmes sont conviées à y participer avec les meilleurs surfeurs de grosses vagues du monde. L'évènement rend hommage au légendaire sauveteur Hawaiien du même nom, il ne se déroule que très rarement lorsque les vagues dépassent une certaine taille dans la baie de Waimea.
Fin mars elle remporte la première édition du Safi Surf Invitational avec les finales disputées de nuit sur le spot de Safi au Maroc.
Justine est élue par la SIMA (Surf Industry Members Association) la "Waterperson of the Year" lors du Waterman's Gala. Elle est la première Européenne homme ou femme confondus à recevoir cette distinction. Elle rejoint dans cette prestigieuse liste d'honorés, des surfeurs comme Kelly Slater, Laird Hamilton ou Mick Fanning.
En septembre 2023 Justine est sélectionnée en équipe de France pour participer aux Championnats du Monde ISA de Stand up Paddle. Alors enceinte de 5 mois et demi, elle obtient la 4e place en individuelle et le titre de Championne du Monde par équipe.
Elle remporte trois prix sur quatre lors du Big Waves Challenge qui récompense les meilleures surfeurs de grosses vagues de l'année. Le "Ride de l'Année" et "Plus grosse vague de l'Année" avec une vague estimée à 75 pieds à Cortes Bank en Californie, ainsi que la "Performance de l'Année".

### 2024 Retour au surf de grosses vagues et Eddie Aikau
Justine porte la Flamme Olympique dans les rues de Bordeaux.
En Novembre, 10 mois après la naissance de son fils, Justine marque son retour à Nazare en surfant une très grosse vague.
Le 22 décembre, elle participe pour la deuxième fois à l'Eddie Aikau Big Wave Invitational. Elle se distingue en partant sur une des plus grosses vague de la journée. Elle se classe deuxième parmi les femmes. La compétition qui n'a eut lieu que 11 fois depuis 1985, est remportée par l'Hawaiien Landon McNamarra.

### 2025, deuxième au Nazare Big Wave Challenge chez les hommes
En début d'année, Justine enchaine des sessions extrèmes sur les vagues de Nazare, Belharra et Mullaghmore,.
Elle est en équipe avec le surfeur franco brésilien Éric Rebière, Justine remporte le Nazare Tow Challenge pour la troisième fois dans la catégorie féminine. Elle se classe aussi 2ème au classement général parmi les hommes.

## En parallèle
En parallèle de sa carrière de sportive de haut niveau, Justine partage son expérience lors de différentes interventions en entreprise[source secondaire souhaitée].
Justine Dupont est présente dans la docu-série 100 Foot Wave qui sort sur HBO en milieu d'année 2021. La série rencontre un énorme succès et remporte plusieurs Emmy Awards.
Durant les Jeux olympiques 2020 à Tokyo, et les Jeux olympiques 2024 à Paris, Justine est consultante pour France Télévisions et commente les épreuves de surf,
En 2024, elle participe au documentaire Championnes, mamans et alors?  sur PublicSénat parlant de femmes athlètes qui décident d'avoir un enfant pendant leur carrière. Au cours de l'émission, on la voie au cours de sa grossesse. Puis avec son bébé.

## Vie privée
Le 21 janvier 2024, elle et son conjoint annoncent sur les réseaux sociaux la naissance du petit Elio.

## Décoration
- Chevalier de l'ordre du Mérite maritime (2024)[71]

## Palmarès et reconnaissances
- 2025
  - Vainqueur du WSL Nazare Tow Challenge[64]
  - 2ème du WSL Nazare Tow Challenge dans la catégorie masculine[5]
- 2024
  - Participation à l'Eddie Aikau Invitational à Hawaii, deuxième femme dans le classement
- 2023
  - Élue par la SIMA Waterperson de l'année[56]
  - Nommée aux Laureus World Sports Awards catégorie World Action Sportsperson of the Year
  - Women Ride Of The Year Award[58]
  - Women Biggest Wave Of The Year Award[58]
  - Women Performance Of The Year Award[58]
  - Vainqueur du Safi Surf Invitational, Maroc[55]
  - Championne du Monde ISA de Stand Up Paddle par équipe[72]
  - 4ème au Championnats du Monde ISA de Stand Up Paddle en individuelle[72]
  - Participation à l'Eddie Aikau Invitational à Hawaii
- 2022
  - Women XXL Ride Of The Year Award[51]
  - Women XXL Biggest Wave Of The Year Award[51]
- 2021
  - Vainqueur du WSL Nazare Tow Challenge[49]
  - Women XXL Performance of the Year Award[48]
  - Women XXL Ride Of The Year Award[48]
  - Women XXL Biggest Wave Of The Year Award[48]
  - Women Performance of the Year aux Mavericks Awards[47]
- 2020
  - Vainqueur du WSL Nazare Tow Challenge[39]
  - Women XXL Performance of the Year Award[41]
  - Women XXL Ride Of The Year Award[40]
- 2019
  - Championne du Monde ISA de Stand Up Paddle au Salvador[38]
  - Championne du Monde ISA de Stand Up Paddle par équipe au Salvador[38]
  - Vice championne du monde ISA de Longboard en France à Biarritz[35]
  - Championne du monde ISA Longboard par équipe, Championne du monde Aloha Cup avec l'équipe de France à Biarritz[35]
  - Women XXL Performance of the Year Award[73]
  - Women XXL Biggest Wave Award[73]
  - Surfer Magasin Heavy Water Award[36]
  - Élue par l'Eurosima surfeuse Européenne de l'année
- 2018
  - Championne d'Europe de Longboard WSL[74]
  - Vainqueur WQS Caparica Pro, Portugal[75]
  - Vainqueur LQS Espinho Pro, Longboard, Portugal[76]
  - Plusieurs nominations aux XXL awards
- 2017
  - Championne du monde ISA surf par équipe, Championne du monde Aloha Cup avec l'équipe de France[28]
  - Vice championne du monde ISA Stand Up Paddle, Vice championne du monde ISA Stand Up Paddle par équipe avec la France[30]
  - Championne d'Europe Stand Up Paddle par équipe, Vice championne d'Europe Stand Up Paddle Surf en individuelle[29]
  - 3ème au Pe'Ahi Challenge, 1ère étape des Championnats du monde WSL grosses vagues, Hawaii[33]
  - Plusieurs nominations aux XXL awards
  - Vainqueur WQS 1000 Caparica Pro, Portugal[77]
  - Vainqueur LQS Boardmasters Jeep Women's Longboard, Angleterre
- 2016
  - Vice Championne du monde WSL grosses vagues, Peahi, Hawaii[25]
  - Plusieurs nominations aux XXL Awards
  - Vainqueur WQS 1000 Central Coast Pro, Avoca Beach, Australie[78]
  - Vainqueur WQS 1500 Azores Airlines Pro, Açores, Portugal[79]
  - Vainqueur de La Vaca Gigante[80]
- 2015
  - Championne de France de surf[9]
  - Championne de France de longboard[9]
- 2014
  - Championne d'Europe longboard WSL[17]
  - Vainqueur LQS Vieux Boucau Longboard festival, France
  - Élue par l'Eurosima surfeuse Européenne de l'année[81]
- 2013
  - 3e aux championnats du monde de longboard WSL, Chine[15]
  - 3e aux championnats du monde de longboard ISA, Pérou[16]
  - Championne du monde de longboard ISA par équipe, Pérou[16]
  - Élue par l'Eurosima surfeuse Européenne de l'année[82]

- 2012
  - Vainqueur WQS 6000 Surf Pro Estoril, Cascais, Portugal[83]
- 2011
  - Championne d'Europe surf ASP[84]

- 2010
  - 3e aux championnats du monde de longboard ASP, Biarritz[8]
  - Championne de France de surf[85]
  - Championne de France de longboard[86]
- 2009
  - 3e aux championnats du monde de longboard ASP, Biarritz[7]

- 2008
  - Championne d'Europe surf ASP[87]
  - Championne de France de longboard

- 2007
  - Vice championne du monde longboard ASP, Biarritz[6]
  - Championne de France de longboard

- 2006
  - Championne de France de longboard

## Filmographie

### Télévision
- 2024 : Jeux olympiques d'été de 2024 : consultante pour France Télévisions et commente les épreuves de surf
- 2021 : Jeux olympiques d'été de 2020 : consultante pour France Télévisions et commente les épreuves de surf avec Claire Vocquier-Ficot[68].
- 2018 : Télétoon : présentatrice

#### Reportages
- 2021 : Canal Sport Club : Justine Dupont : Chasseuse de géantes
- 2020 : Tout le Sport : Justine Dupont, Championne de la ride[88]
- 2020 : TV5 Monde : Justine Dupont repousse les limites[89]
- 2019 : Thalassa : Nazaré, quand les vagues attaquent
- 2018 : Stade 2 : Justine Dupont, dompteuse de grosses vagues
- 2018 : Tout le Sport : Le feuilleton de la semaine : Justine Dupont, la surfeuse de l'extrême

#### Séries
- 2024 : Brava Mente de Burle Production, CanalOFF[90]
- 2023 : 100ft wave Saison 02 de Chris Smith[91], HBO
- 2022 : Edge of the Unknow with Jimmy Chin de Jimmy Chin, National Geographic TV[92]
- 2021 : 100ft wave Saison 01 de Chris Smith[93], HBO
- 2019 : The Quest Red Bull Surfing[94], Brut, Red Bull TV
- 2016 : Super-héros : La Face cachée : La fiancée de l'océan de Thierry Robert

### Documentaires
- 2024 : Championnes, Mamans et alors ?, de Jérôme Weibel, LCP[95]
- 2024 : Surf, le feu sacré, de Benjamin Morel, France Télévision[96]
- 2021 : À la Folie par Red Bull[50] , RedBull TV
- 2021 : Enfer et Paradis de Michael Darrigade, Alexandre Lesbats, Antoine Chicoye[97], Amazon
- 2019 : Intérieur Sport : Dos au Mur d'Anthony Wolfstyn, Canal+
- 2017 : Riding Zone : Justine Dupont défie « Jaws », la vague géante de Michael Darrigade

## Podcasts
- 2023 : L'instant 100% : Justine Dupont[98]
- 2023 : Mind Set Win : Big wave surfer Justine Dupont on self-awareness[99]
- 2023 : Haut niveau : Justine Dupont Le Surf c'est la vitesse, les émotions[100]
- 2023 : 100 Foot Wave Podcast | HBO : Chapter III: “Jaws” with Justine Dupont and Fred David[101]
- 2023 : L'esprit sport : Justine Dupont, meilleure surfeuse de grosses vagues au monde[102]
- 2023 : Les secrets du Mental : Justine Dupont, Pour contrer l’appréhension, je me reconnecte à mes sens[103]
- 2021 : Les jeunes femmes et la mer : Justine Dupont
- 2020 : Mordu : Elle trace sa route Justine[104]
- 2020 : Planète Liza : Justine Dupont, surfeuse de vagues géantes[105]
- 2020 : The Lineup : Justine Dupont
- 2020 : Decoding Athletes : Justine Dupont French Surfer[106]
- 2019 : Impact Zone : Justine Dupont
- 2018 : Les Others : Au cœur des vagues géantes de Nazaré[107]

## Livres
- 2024 : Surf: Le guide pour apprendre et progresser, avec Baptiste Levrier, Edition Paulssen[108]